# Francisco González-Crussí
Francisco González-Crussí (Città del Messico, 1936) è un medico e scrittore messicano naturalizzato statunitense.
Nelle pubblicazioni in lingua inglese è noto come Frank Gonzales-Crussi.

## Biografia
Nato in un modesto quartiere di Città del Messico nel 1936, fu cresciuto dalla madre vedova. Studiò medicina presso l'Università nazionale autonoma del Messico, laureandosi nel 1961, e si specializzò negli Stati Uniti in patologia e in patologia pediatrica. Iniziò la carriera accademica in Canada nel 1967 alla Queen’s University di Kingston (Ontario). Tornò negli Stati Uniti nel 1973 e fu professore di patologia all'Indiana University. Nel 1978, si trasferì a Chicago e fu professore di patologia alla Northwestern University School of Medicine e direttore dei laboratori del Children's Memorial Hospital fino al suo pensionamento nel 2001. Ottenne la cittadinanza americana nel 1987. Pubblicò il suo primo libro - Note di una anatomopatologo - nel 1985.

## Opere
Nel campo medico, scrisse circa 200 articoli in riviste di medicina e due libri sulla patologia di specifici tipi di tumori pediatrici (Nephroblastoma (Wilms' tumor) and Related Renal Tumors of Childhood, CRC Press, Boca Raton, Florida, 1984) e curò l'atlante medico Extragonadal Teratomas, pubblicato sotto gli auspici dell'Armed Forces Institute of Pathology, a Washington, nel 1982. Nel campo letterario il suo lavoro si è espresso soprattutto nel genere saggistico, in inglese e spagnolo. Sue opere sono state tradotte in italiano, tedesco, francese, olandese, portoghese, slovacco, polacco e giapponese.

### Saggi in inglese
- Notes of an Anatomist, Harcourt Brace, 1985[1]. Traduzione in italiano: Note di un anatomopatologo, Adelphi, Milano 1991.
- Three Forms of Sudden Death, Harper & Row, 1986.
- On the Nature of Things Erotic, Harcourt Brace, 1988[2].
- The Five Senses, Harcourt Brace, 1989[3].
- The Day of the Dead and Other Mortal Reflections, Harcourt Brace, 1993[4].
- Suspended Animation, Harcourt Brace, 1995[5].
- There is a World Elsewhere, Riverhead Books, 1998[6].
- On Being Born and Other Difficulties, Overlook Press, 2004)[7]
- On Seeing. Things Seen, Unseen and Obscene, Overlook Press, New York 2006[8].
- A Short History of Medicine, Random House, Modern Library Chronicles, 2007.
- Carrying the Heart, Kaplan Publishing, 2009[9]. Traduzione in italiano: Organi vitali. Esplorazioni nel nostro corpo, Adelphi, Milano, 2014.

In inglese ha scritto anche diverse recensioni di libri per The New York Times, Nature (London), The Washington Post and Commonweal magazine. Estratti dei suoi lavori sono apparsi in The New Yorker, Harper's Magazine, The Sciences.

### Saggi in spagnolo
- Partir es Morir un Poco, UNAM 1996.
- Discurso a los Cirujanos, Verdehalago, 1998.
- Venir al Mundo, Verdehalago, 2006.
- La Fábrica del Cuerpo, Turner, Ortega & Ortiz, 2006.
- Horas Chinas, Siglo XXI, Mexico.
- Remedios de Antaño, Fondo de Cultura Económica, Mexico, 2012.
- El Rostro y El Alma. Siete Ensayos Fisiognomicos, Penguin-Random House, Mexico, 2014.

In spagnolo, i suoi lavori sono apparsi in varie pubblicazioni periodiche del Messico (Letras libres, Cambio, Tierra adentro, Luvina) e Perù (Etiqueta negra).

### Riconoscimenti
Tra i premi di cui è stato insignito c'è il Fellowship della Simon Guggenheim Memorial Foundation (settembre 2000-febbraio 2001), il Certificate of Achievement dell'Ufficio del Segretario di Stato dell'Illinois (2009), un premio alla carriera dell'ABC Hospital di Città del Messico (2009) e una medaglia al merito dell'Università di Veracruz, Messico. Tra il 2005 e il 2007 ha avuto un incarico nel FONCA (Fondo nacional para la cultura y las artes).

### Adattamenti teatrali
Il lavoro di Gonzalez-Crussi fu adattato per il palcoscenico nel 1995 da una compagnia teatrale di Chicago (Live Bait Company, regista Sharon Evans), con il nome di Memento Mori e successivamente rappresentato a Seattle nel novembre-dicembre 1996 dalla Aha! Theater Company.

### Documentari televisivi
La BBC ha prodotto un documentario del regista Kevin Hull sull'opera letteraria di Gonzales-Crussi, intitolata Day of the Dead, inserita nel British Film Institute archive. Il documentario apparteneva alla serie televisiva Bookmark, e fu mandato in onda per la prima volta il 27 aprile 1992 nel Regno Unito nel Channel BBC-2.